# Petit-gris

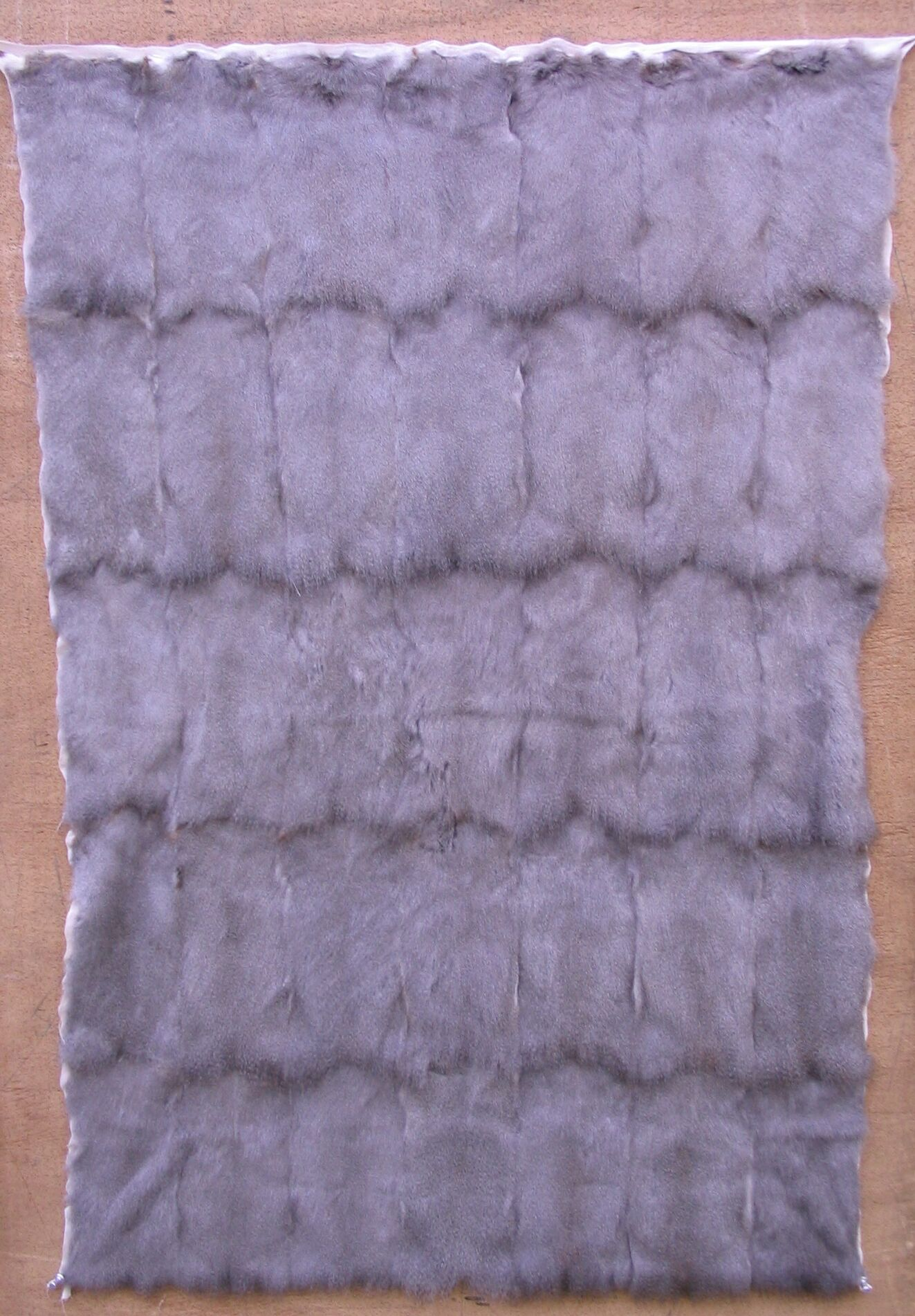
Petit-gris

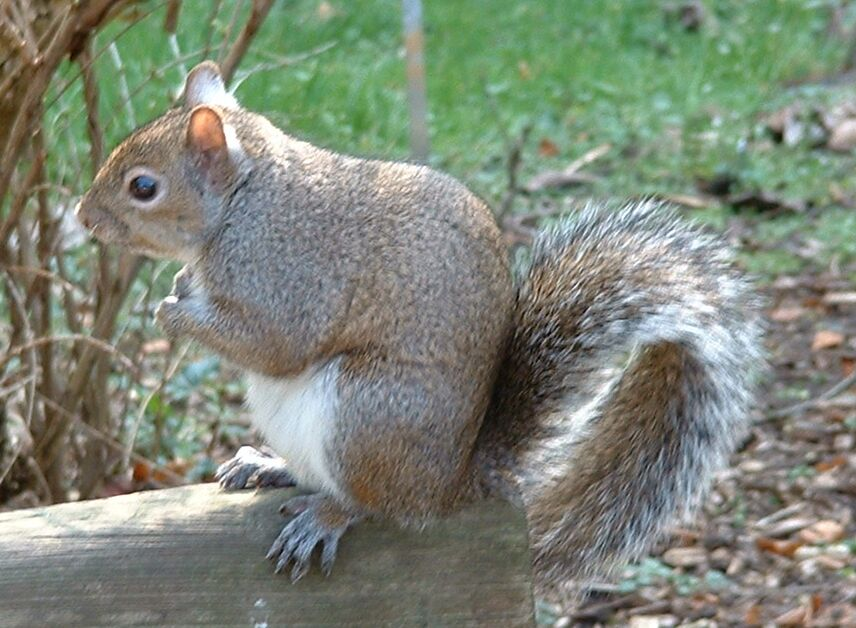
Een grijze eekhoorn

Petit-gris is een zacht, licht en soepel bont van de grijze eekhoorn. Hij komt voor in Siberië, Europa en Noord-Amerika. Petit-gris wordt veel gebruikt voor penselen.
Petit-gris is ook de bijnaam van de segrijnslak en de Pinot gris.